# Pretty Woman
Pretty Woman je americká romantická komedie natočená režisérem Garrym Marshallem v roce 1989 firmou Touchstone Pictures, jež měla premiéru v květnu 1990. V hlavních rolích se zde poprvé setkali Julia Robertsová (Vivian Wardová) a Richard Gere (Edward Lewis).

## Děj
Film vypráví o prostitutce Vivian, která na hlavním hollywoodském bulváru (Hollywood Boulevard) resp. na jednom z tamních chodníků slávy náhodně potkává bohatého a pohledného podnikatele. Brzy mezi nimi vzniká vztah, který pak přerůstá v lásku. Ve vedlejší dějové ose se film dotýká také otázek podnikatelské etiky a zabývá se i osobními vztahy mezi bohatými a vlivnými podnikateli, hlavní mužská postava filmu podnikatel Edward Lewis také během děje filmu řeší svůj nedobrý mezigenerační vztah ke svému nedávno zemřelému otci.

## Produkce apre-produkce

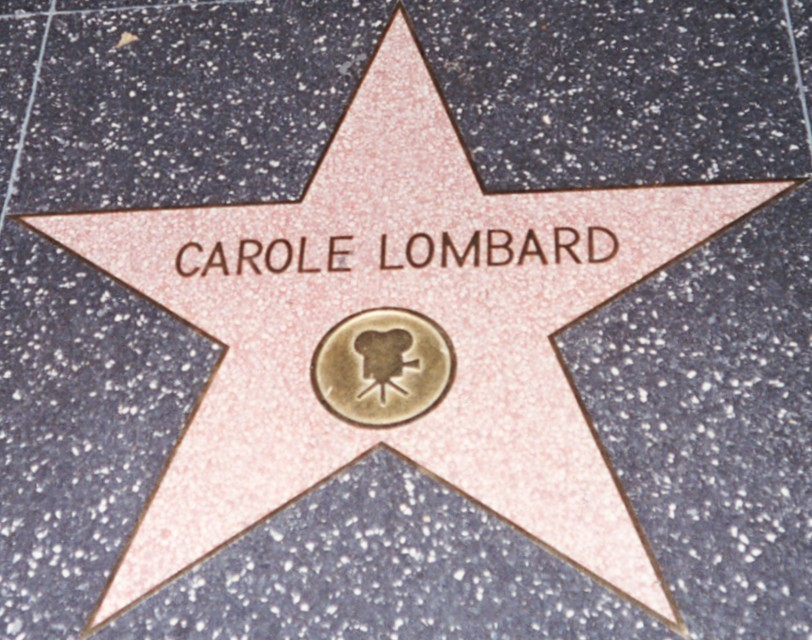
Hvězda herečky Carole Lombardové na hollywoodském chodníku slávy, na které přešlapovaly v úvodu filmu hollywoodské prostitutky

Původně měl být film temné drama o prostituci v některém velkém americkém městě – např. v New Yorku nebo v Los Angeles. Film byl několikrát postupně přepsán na romantickou komedii s malým rozpočtem 14,5 milionu amerických dolarů (z toho honorář Julie Robertsové činil 300 000 dolarů). Snímek byl nakonec velmi úspěšně přijat jak u diváků tak u kritiků a v roce 1990 se stal jedním z nejvýdělečnějších filmů (výdělek téměř 464 milionů dolarů). Julia Robertsová za roli získala Zlatý glóbus, dále získala nominaci na Oscara, dále byl nominován scenárista J. F. Lawton na Writers Guild Award a cenu BAFTA. Film byl následován dalšími podobnými komediemi včetně Nevěsty na útěku (1999), kde oba hlavní představitelé znovu zazářili pod vedením režiséra Garryho Marshala.
Dílo bylo původně zamýšleno jako drama o prostituci, odehrávající se kolem roku 1980. Vztah mezi Vivian a Edwardem zněl kontroverzně, včetně konceptu, že by Vivian měla vztah k drogám. Ve filmu pak měla být část, kde Vivian prodávala kokain během příslušného týdne, protože za utržené peníze chtěla odjet do Disneylandu. Ovšem když to řekla Edwardovi v autě, tak ji z něj vyhodil a ujel. Film měl končit tím, že Vivian a její kamarádka prostitutka Kit odjíždí autobusem do Disneylandu. Tyto rysy filmu však producentka Laura Ziskinová radikálně změnila – nechala film sestříhat, z Vivian udělala sympatickou osobu, omezila scény její kamarádky Kit de Lucové. Některé vystřižené scény lze najít na DVD vydaném k 15. výročí. Vystřižena byla např. scéna, v níž se Vivian nabízí Edwardovi na Hollywood Boulevardu nebo scéna, kde je po odchodu z baru Blue Banana přepadena drogovými dealery a Edward ji společně s řidičem Darrylem zachrání.
Příběh je částečně podobný divadelní hře Pygmalion George Bernarda Shawa a základ si vypůjčil z Broadwaye muzikálu My Fair Lady. Scenáristka Jeffrey Katzenbergová se zamýšlela nad tím, zda má scénář přepsat na moderní pohádku s love-story příběhem nebo jestli ji má ponechat jako temné drama, které bylo původně zamýšleno. Nakonec filmová společnost Touchstone Pictures vzala scénář a přepsala ho na romantickou komedii. Původní originální scénář nesl název 3000 dolarů.

## Obsazení
| Julia Roberts     | Vivian Ward       |
| Richard Gere      | Edward Lewis      |
| Ralph Bellamy     | James Morse       |
| Jason Alexander   | Philip Stuckey    |
| Laura San Giacomo | Kit De Luca       |
| Alex Hyde-White   | David Morse       |
| Amy Yasbeck       | Elizabeth Stuckey |
| Elinor Donahue    | Bridget           |
| Hector Elizondo   | Barnard Thompson  |
| Judith Baldwin    | Susan             |

## Ocenění

### Výhry
- Zlatý glóbus pro nejlepší herečku – komedie / muzikál (Julia Roberts)

### Nominace
- Cena BAFTA pro nejlepší film
- Oscar pro nejlepší herečku vhlavní roli (Julia Roberts)
- Zlatý glóbus pro nejlepší film – komedie / muzikál

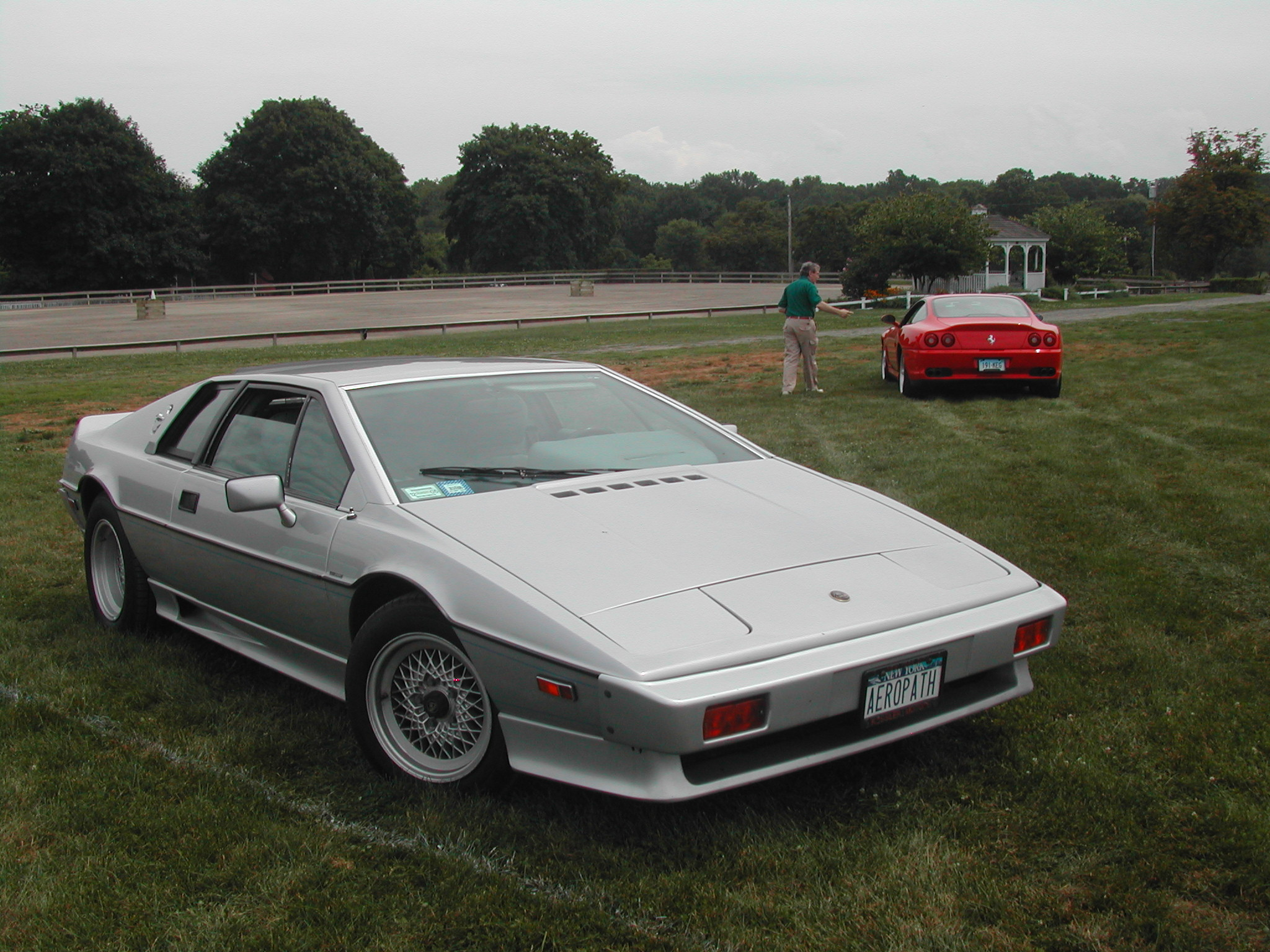
Automobil Lotus Esprit, který si Edvard na počátku filmu vypůjčil od svého právníka Philipa

- Zlatý glóbus pro nejlepšího herce – komedie / muzikál (Richard Gere)
- Zlatý glóbus pro nejlepšího herce ve vedlejší roli – komedie / muzikál (Hector Elizondo)

## Hudba

### Seznam písní ve filmu
1. Wild Women Do – Natalie Cole
2. Fame '90 – David Bowie
3. King of Wishful Thinking – Go West
4. Tangled – Jane Wiedlin
5. It Must Have Been Love – Roxette
6. Life in Detail – Robert Palmer
7. No Explanation – Peter Cetera
8. Real Wild Child (Wild One) – Christopher Otcasek
9. Fallen – Lauren Wood
10. Oh, Pretty Woman – Roy Orbison
11. Show Me Your Soul – Red Hot Chili Peppers

Ve filmu je rovněž použit úryvek árie Dammi tu forza! z opery Giuseppe Verdiho La traviata v podání Karin Calabro jako Violetty a Bruce Eckstuta v roli Alfreda.